# アルバ・ロルヴァケル
アルバ・ロルヴァケル（Alba Rohrwacher、1979年2月27日 - ）は、イタリアの女優。妹は映画監督のアリーチェ・ロルヴァケル。

## 経歴
1979年2月27日、フィレンツェに生まれる。イタリア人の母とドイツ人の父を持ち、ウンブリア州で育った彼女は、演技の道へ進むために大学の薬学部を中退した。ローマに移り住み2003年にイタリア国立映画実験センターを卒業。
2004年にカルロ・マッツァクラーティ監督『再発見された愛』(L’amore ritrovato)で映画デビュー。その後は2005年のルカ・グァダニーノ監督『メリッサ・P 青い蕾』や2007年のダニエレ・ルケッティ監督『マイ・ブラザー』に端役で出演。後者では、映画実験センター時代に苦学をともにしたリッカルド・スカマルチョと共演を果たしている。（彼とはさらに後年、2019年『もしも叶うなら』で愛人役として共演している。）
2008年、シルヴィオ・ソルディーニ監督『日々と雲行き』でダヴィッド・ディ・ドナテッロ賞助演女優賞を受賞。2009年、プーピ・アヴァーティ監督『ボローニャの夕暮れ』でダヴィッド・ディ・ドナテッロ賞主演女優賞を受賞する。2012年には、2009年に社会問題に発展したエルアナ・エングラーロの安楽死を扱ったマルコ・ベロッキオ監督の『眠れる美女』に出演する。
2014年、『夏をゆく人々』で、妹アリーチェ・ロルヴァケルの映画に初出演。自伝的要素を少し含んだ、属世界から離れて暮らす家族の物語で、決して明るい映画ではないのだが、そのインタビューや対談から、姉妹の仲の良さが窺える。同年、サヴェリオ・コスタンツォ監督の『ハングリー・ハーツ』でアダム・ドライバーと共演。強迫観念に駆られて子育てをする母親役を演じ、第71回ヴェネツィア国際映画祭女優賞を受賞する。
2018年から放送されているベストセラー原作のテレビドラマシリーズ『ナポリの物語』ではナレーションを務める。また同じ年、『幸福なラザロ』で妹アリーチェの長編映画に二度目の出演。これがカンヌ国際映画祭脚本賞を獲得し、才気あふれるロルヴァケル姉妹の姿を世界に印象付けた。
私生活のパートナーは、『ハングリー・ハーツ』、『ナポリの物語』で監督を務めたサヴェリオ・コスタンツォ。

## フィルモグラフィー

### 映画
- 日々と雲行き（2007年）
- マイ・ブラザー（2007年）
- 私を撮って（2008年）
- ボローニャの夕暮れ（2008年）
- やがて来たる者へ（2009年）
- ミラノ、愛に生きる（2009年）
- 素数たちの孤独（2010年）
- 30日の不倫（2010年）
- 犯罪「幸運」（2012年）
- 司令官とコウノトリ（2012年）
- 眠れる美女（2012年）
- シチリアの裏通り（2013年）
- 夏をゆく人々（2014年）
- ハングリー・ハーツ（2014年）
- 処女の誓い（2015年）
- 五日物語 -3つの王国と3人の女-（2015年）
- パレス・ダウン（2015年）
- 私の血に流れる血（2015年）
- おとなの事情（2016年）
- 盗聴者（2016年）
- イスマエルの亡霊たち（2017年）
- ザ・プレイス 運命の交差点（2017年）
- ルチアの恩寵（2018年）
- 私の娘よ（2018年）
- 幸福なラザロ（2018年）
- もしも叶うなら（2019年）
- 靴ひものロンド（英語版）（2020年）
- 私のママでいる（2020年）(短編)
- 3つの鍵（2021年）
- ロスト・ドーター（2021年）
- チネチッタで会いましょう（2023年）
- 墓泥棒と失われた女神（2023年）
- そう言ったでしょ（2023年）

## 受賞
- 2008年 - ダヴィッド・ディ・ドナテッロ賞助演女優賞（『日々と雲行き』）
- 2009年 - ダヴィッド・ディ・ドナテッロ賞主演女優賞（『ボローニャの夕暮れ』）
- 2014年 - 第71回ヴェネツィア国際映画祭女優賞（『ハングリー・ハーツ』）